# Fouilles archéologiques en Égypte
L'étude des fouilles archéologiques en Égypte s'étend depuis la préhistoire sur trois millénaires. L'archéologie égyptienne est l'une des branches de l'égyptologie.
La campagne d'Égypte de Bonaparte en 1798 est à l'origine de la passion occidentale pour les antiquités égyptiennes.
Les fouilles archéologiques sont menées par différentes équipes sous le contrôle du Conseil suprême des Antiquités égyptiennes.

## Histoire
L'égyptologue anglais William Matthew Flinders Petrie, connu comme le « père de l'archéologie égyptienne », a introduit les techniques archéologiques de préservation sur le terrain, d'enregistrement et de méthodologie de fouille au milieu des années 1880. De nombreux amateurs très instruits ont également voyagé en Égypte, notamment des femmes comme Harriet Martineau, Headley Fellow et Florence Nightingale. En 1882, Amelia Edwards et Reginald Stuart Poole, un employé du département des monnaies et médailles du British Museum, ont décidé de créer le Fonds d'exploration de l'Égypte afin de collecter des fonds pour réaliser davantage de fouilles dans le delta du Nil, qui avait rarement été visité.

### Premières fouilles
La pierre de Rosette a été découverte en juillet 1799 par l'officier français Pierre-François Bouchard lors de la campagne d'Égypte. Il s'agit du premier texte bilingue de l'Égypte antique retrouvé à l'époque moderne qui a suscité un grand intérêt en raison de la possibilité de déchiffrer cette écriture hiéroglyphique jusqu'alors non traduite. Jean-François Champollion a ensuite déchiffré le texte de cette pierre,.

### Principales découvertes

#### XIXesiècle
| Date        | Découvreur                 | Lieu                                 | Découverte                              |
| ----------- | -------------------------- | ------------------------------------ | --------------------------------------- |
| 1813        | Jean Louis Burckhardt      | Abou Simbel                          | Grand temple de Ramsès II               |
| 4 août 1817 | Giovanni Battista Belzoni  | Abou Simbel                          | Intérieur du grand temple d'Abou Simbel |
| 1817        | Giovanni Battista Belzoni  | Vallée des Rois                      | Sarcophage du pharaon Séthi Ier         |
| 1820        | Giovanni Battista Caviglia | Grand temple de Ptah près de Memphis | Statue de Ramsès II                     |
| 6 juin 1881 | Émil Brugsch               | Cachette DB320 à Deir el-Bahari      | Momie de Séthi Ier                      |
| mars 1898   | Victor Loret               | Tombe KV35 de la vallée des Rois     | Momie d'Amenhotep II                    |

#### XXesiècle
| Date           | Découvreur            | Lieu                                           | Découverte                           |
| -------------- | --------------------- | ---------------------------------------------- | ------------------------------------ |
| 1904           | Ernesto Schiaparelli  | Tombe QV66 dans la vallée des Reines           | Tombe de Néfertari                   |
| 6 janvier 1907 | Edward Russell Ayrton | Vallée des Rois                                | Entrée de la tombe KV55              |
| 1921           | Howard Carter         | Sud de la tombe KV55 (vallée des Rois)         | Objets qui semblent provenir de KV55 |
| novembre 1922  | Howard Carter         | Tombe KV62 (vallée des Rois)                   | Tombeau de Toutânkhamon              |
| 1954           | Kamal el-Mallakh      | À côté de la Grande Pyramide de Khéops (Gizeh) | Barque solaire de Khéops             |
| 1995           | Kent R. Weeks         | Intérieur de KV5 (vallée des Rois)             | Fils de Ramsès II                    |

#### XXIesiècle
| Date           | Découvreur                                                                    | Lieu                                                                         | Découverte |
| -------------- | ----------------------------------------------------------------------------- | ---------------------------------------------------------------------------- | --- |
| juin 2000      | Institut européen d'archéologie sous-marine                                   | Baie d'Aboukir                                                               | Cité engloutie de Thônis-Héracléion                                                                                                  |
| août 2017      | Archéologues du ministère des Antiquités égyptiennes                          | Bir esh-Shaghala (oasis d’Ad-Dakhla)                                         | Cinq tombes en briques crues |
| avril 2018     | Ministère des Antiquités égyptiennes                                          | temple de Kom Ombo                                                           | Tête du buste de l'empereur romain Marc Aurèle                                                                                       |
| avril 2018     | Ministère des Antiquités égyptiennes                                          | Temple de Karnak à Louxor                                                    | Sanctuaire du dieu Osiris-Ptah |
| juillet 2018   | Zeinab Hashish                                                                | Alexandrie                                                                   | Sarcophage de granit contenant trois squelettes                                                                                      |
| septembre 2018 | Kamil Kuraszkiewicz (Faculté d'études orientales de l'université de Varsovie) | Saqqarah                                                                     | Plusieurs dizaines de caches de momies                                                                                               |
| novembre 2018  | Université de Strasbourg                                                      | Vallée d'Assasseef, près de Louxor                                           | Deux sarcophages avec les momies et environ 1 000 statues funéraires                                                                 |
| 2019           | Mostafa Waziri, secrétaire général du CSA                                     | Koum el-Khulgan (delta du Nil)                                               | Quatre-vingt-trois tombes |
| février 2019   | Archéologues égyptiens                                                        | Tounah el-Gebel à Minya                                                      | Cinquante momies ptolémaïques |
| 13 avril 2019  | Mohamed Megahed (Institut tchèque d'égyptologie)                              | Saqqarah                                                                     | Tombe de Khouwy (Ve dynastie) |
| septembre 2019 | Ouvriers de la voirie                                                         | Kom Shakan (district de Tama)                                                | Temple de Ptolémée IV |
| octobre 2019   | Zahi Hawass                                                                   | Vallée des singes                                                            | « zone industrielle » avec un grand four pour cuire les céramiques et trente ateliers                                                |
| octobre 2019   | Mission archéologique égyptienne                                              | El-Assasif                                                                   | Trente cercueils contenant les momies de vingt-trois hommes, cinq femmes et deux enfants                                             |
| mai 2020       | Mission archéologique égypto-espagnole                                        | Oxyrhynque                                                                   | Cimetière datant de la XXVIe dynastie                                                                                                |
| 3 octobre 2020 | Khalid el-Anany, ministre égyptien du tourisme et des antiquités              | Saqqarah                                                                     | cinquante-neuf sarcophages scellés contenant des momies                                                                              |
| janvier 2021   | Chercheurs égypto-dominicains                                                 | Taposiris Magna                                                              | Tombes des périodes grecque et romaine                                                                                               |
| avril 2021     | Archéologues égyptiens                                                        | Koum el-Khulgan (province de Dakhalia à 150 kilomètres au Nord-Est du Caire) | Cent-dix tombes (68 de la période prédynastique, 37 de la Deuxième Période intermédiaire, les autres tombes de la période Naqada III |

## Ministère des antiquités
Un décret publié par Méhémet Ali, le 15 août 1835, interdit l'exportation et le commerce de toutes les antiquités égyptiennes vers un autre pays. Ce décret a permis de protéger les monuments et de freiner la contrebande d'objets anciens égyptiens.
Au ministère du Tourisme et des Antiquités l'organisme appelé « Conseil suprême des Antiquités égyptiennes » est l'organisation gouvernementale égyptienne qui sert à protéger et à préserver le patrimoine et l'histoire de l'Égypte antique. Il a été créé en 1858.
De 2009 à 2014, le ministère a travaillé avec le Getty Conservation Institute sur la gestion et la conservation du tombeau de Toutânkhamon.

## Liste des missions archéologiques en Égypte

### Équipes françaises

#### L'Institut français d'archéologie orientale(IFAO)
Direction depuis juin 2015 : Laurent Bavay
- Mission à Abou Rawash, dirigée par Michel Baud
  - 25 mars au 28 avril 2004 (10e campagne)
- Mission à Adaïma
  - 1er novembre au 15 décembre 2003 (15e campagne)
- Mission à Ayn-Manawir (oasis de Kharga)
  - 4 octobre au 28 décembre 2003
  - 7 octobre 2005 au 7 janvier 2006
- Mission à 'Ayn Soukhna, en collaboration avec le Conseil suprême des Antiquités égyptiennes
  - 4 janvier au 8 février 2004
- Mission à l'oasis de Bahariya, dirigée par Frédéric Colin
  - campagne : 27 mars au 18 mai 2004
- Mission à Balat ('Ayn-Asil, oasis de Dakhla)
  - 20 décembre 2003 au 4 mai 2004
- Mission à Baouît
  - 11 au 29 septembre 2003
- Mission au Caire sur la muraille ayyoubide (enceinte médiévale)
  - 12 avril au 12 juin 2003
  - 7 octobre au 22 novembre 2003
  - 26 avril au 15 juin 2004
- Mission sur le site de Deir el-Bahari, avec Nathalie Beaux-Grimal
- Mission à Deir el-Médineh
- Mission à Dendérah
  - 27 septembre au 25 octobre 2003, menée par Sylvie Cauville
- Mission à Erment (temple de Montou)
  - 12 décembre au 15 décembre 2003, par Christophe Tiers
- Mission à Karnak-Nord (Trésor de Thoutmôsis Ier)
  - novembre 2003 à février 2004
- Mission à Qal'at al-Guindî (Sadr) - Sinaï (forteresse ayyoubide)
  - de 2001 à 2005, cinq campagnes dirigées par Jean-Michel Mouton (EPHE)[4]
- Mission au temple de Qasr al-Agoüz
  - avril 2001, menée par Claude Traunecker (1re campagne)
  - 10 avril 2004 au 29 avril 2004 (4e campagne)
- Mission à Saqqarah-Sud
  - 8 octobre 2003 au 30 décembre 2003, dirigée par Vassil Dobrev
- Mission à Tebtynis (Fayoum), conjointe avec l'Université de Milan
  - 1994 (1re fouille)
  - 25 août au 30 octobre 2003
- Mission dans la région d'Aïn Soukhna, conjointe avec Paris-Sorbonne
- Mission à Tinnis, en collaboration avec la mission anglaise de l'université de Cambridge
  - 5 avril au 17 avril 2004
- Mission à Tôd
  - 15 novembre au 11 décembre 2003, menée par Christophe Thiers (6e campagne)
- Mission à Tounah el-Gebel (Tombeau de Pétosiris), par Jean-Pierre Corteggiani

#### LeCentre franco-égyptien d'étude des temples de Karnak(CFEETK)
Direction depuis le 1er janvier 2005 : Dominique Valbelle.
- Fouilles de la chapelle d'Osiris Ounnefer Neb-djefaou
  - 25 janvier au 27 février 2004
- Fouilles dans la zone centrale du temple d'Amon et sur le parvis du temple d'Opet (CFEETK)
- Fouilles dans la zone centrale du temple d'Amon, Ve et VIe pylônes (CFEETK)
- Fouilles du Musée en plein air de Karnak (CFEETK)

#### LeCentre d'études alexandrines(CEAlex)
Direction depuis juillet 2015 : Marie-Dominique Nenna.
- Fouilles sous-marines sur le site du Phare d'Alexandrie, dirigées par Jean-Yves Empereur et Isabelle Hairy
- Fouilles terrestres à Alexandrie et sa région
  - Les citernes
  - Patriarcat d'Alexandrie
  - Terra Santa
  - Maréa (rive sud du lac Mariout, à 40 km S-E d'Alexandrie)
    - campagne : 3 juillet au 17 juillet 2003
    - campagne : 6 décembre 2003 au 28 février 2004

#### LaMission archéologique française de Saqqâra(MafS)
Direction depuis fin 2007 : Philippe Collombert.
- Téti
  - Pyramide à textes
- Pépi Ier
  - Pyramide à textes
  - Pyramides de reines
  - Pyramide de Rêhérychefnakht
  - Monuments de cultes privés
- Mérenrê Ier
  - Pyramide à textes

#### La Mission desColosses de Memnonet dutemple d'AmenhotepIIIàKôm el-Hettan
Direction : Hourig Sourouzian.

#### LaMission française des fouilles de Tanis(MFFT)
Direction depuis début 2014 : François Leclère

### Autres équipes
- Institut néerlandais et flamand au Caire[5]
  - Mission à Nécropole de Saqqara, dirigée par Maarten Raven et C. Greco
  - Mission à Oasis de Dakhleh, dirigée par A.J. Mills
  - Mission à Villa de Serenus, dirigée par Dorothea Schulz et Martin Hense
  - Mission sur le site de Tell Ibrahim Awad, dirigée par Willem van Haarlem
  - Mission à Qurta, dirigée par Dirk Huyge et Wouter Claes
  - Mission à ElKab, dirigée par Luc Limme et Dirk Huyge
  - Mission à El-Hosh, dirigée par Dirk Huyge
  - Mission à Dayr al Barsha, dirigée par Harco Willems
  - Mission à Shanhur, dirigée par Harco Willems
  - Mission à Qasr Dakhleh, dirigée par Fred Leemhuis
- Institut allemand du Caire
  - Mission à Dra Abou el-Naga, dirigée par Daniel Polz

- Centre de recherche américain en Égypte (American Research Center in Egypt, ARCE)

- Centre polonais d'archéologie méditerranéenne (CPAM)
  - Mission à Alexandrie, dirigée par Grzegorz Majcherek
  - Mission sur le site de Deir el-Bahari
  - Mission à Cheikh Abd el-Gournah (Thèbes-ouest) dirigée par Tomaz Gorecki
  - Mission à Maréa sur le lac Mariout
    - Deuxième saison du 13 août au 30 septembre 2001, dirigée par Hanna Szymańska

  - Mission à Naqlun (Fayoum)

- Centre national tchèque d'archéologie (CNTE)
- Institut égyptologique tchèque dirigé par Ladislav Bares
  - Fouilles sur le site d'Abousir depuis les années 1970, sous la direction de Miroslav Verner

- Université libre de Bruxelles
  - Mission archéologique dans la nécropole thébaine (MANT), fondée en 1999

- Institut Suisse de Recherches Archéologiques
  - Fouilles d'Éléphantine

- Mission archéologique Espagnole
  - Fouilles à Ehnasya el Medina (Héracléopolis Magna)

## Projets
- dans la vallée des Rois :
  - Theban Mapping Project ;
  - Amarna Royal Tombs Project ;
- dans la pyramide de Khéops :
  - Pyramid Rover ;
  - Upuaut.